# Iglesia de la Asunción (Establés)
La iglesia de la Asunción es un templo católico situado en el municipio de Establés, provincia de Guadalajara, España. 

## Características
El templo data del siglo XVI.

## Interior
En el interior destacan los retablos renacentistas y barrocos.

## Galería de imágenes

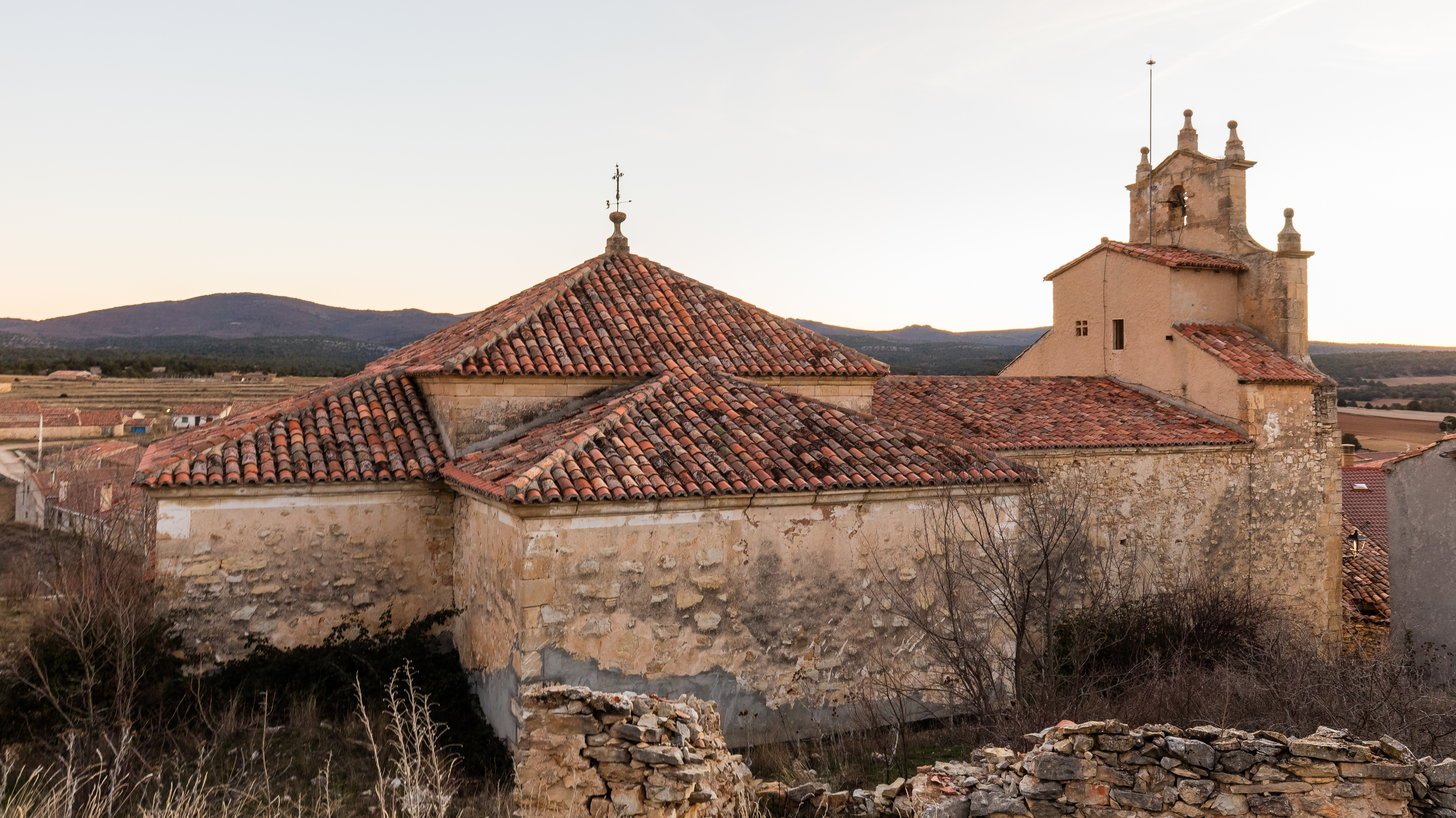
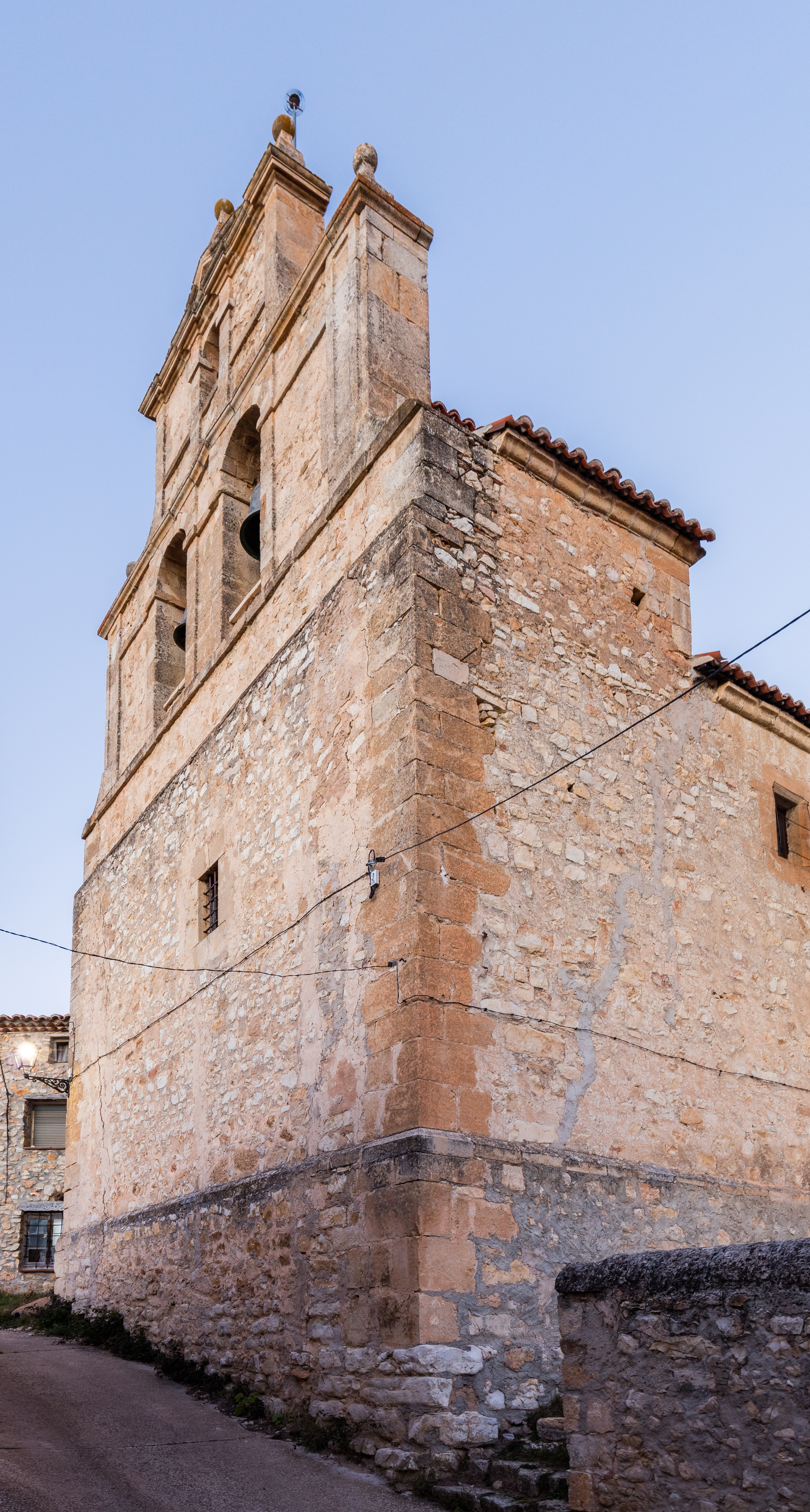
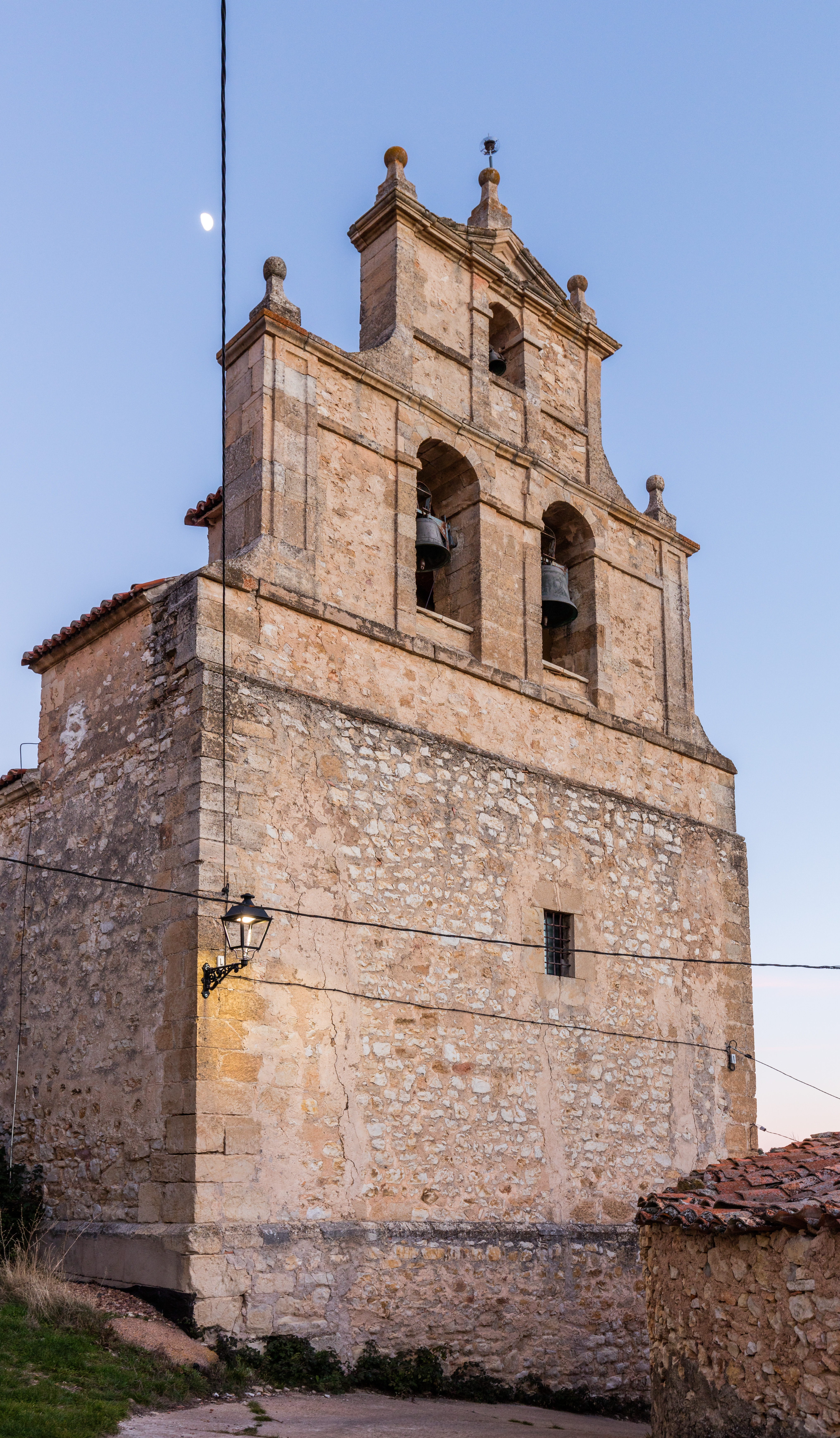
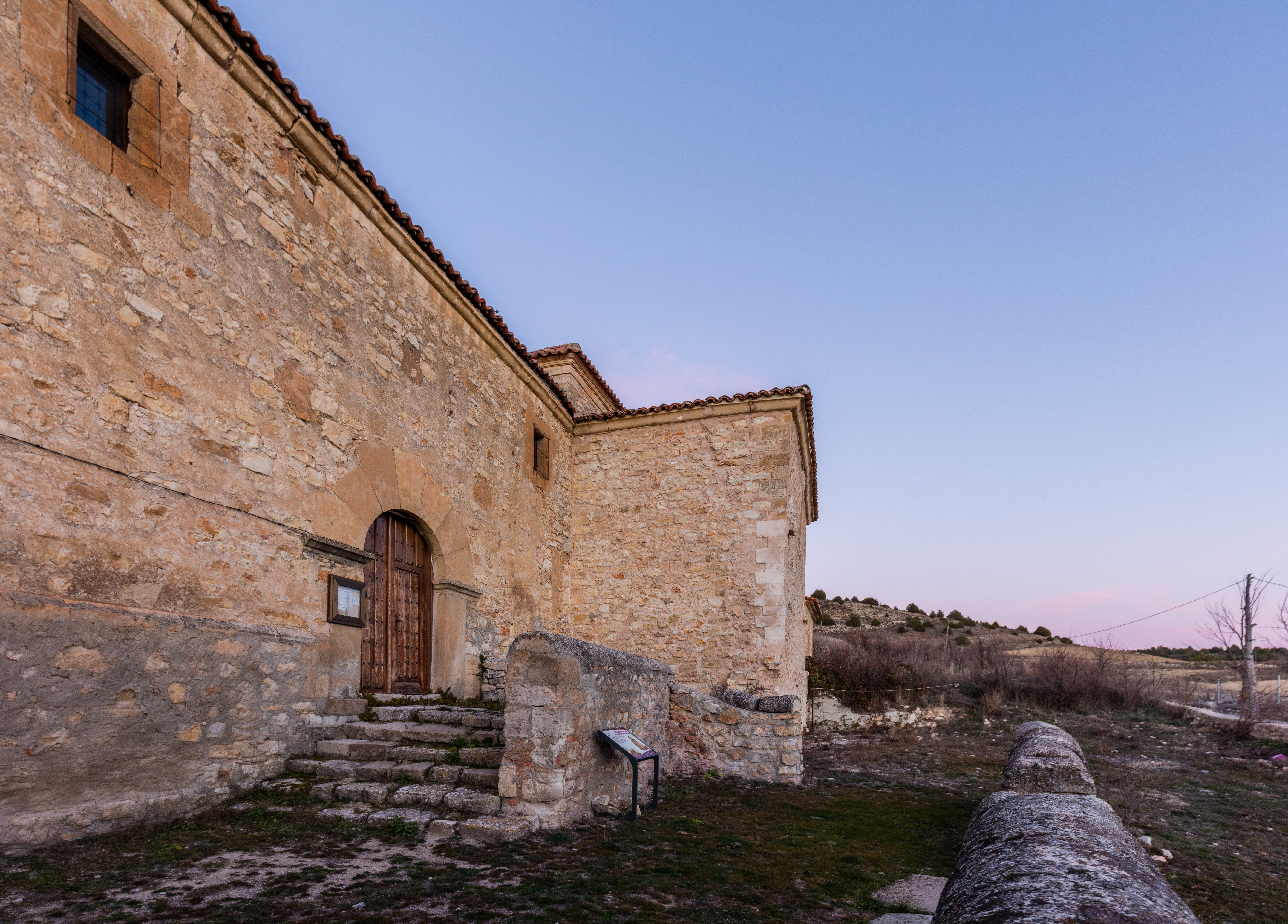